# Norra Vrams distrikt
Norra Vrams distrikt är ett distrikt i Bjuvs kommun och Skåne län.
Området ligger norr om och omkring Billesholm med en exklav i väster.

## Tidigare administrativ tillhörighet
Distriktet inrättades 2016 och utgörs av socknarna Norra Vram och Södra Vram i Bjuvs kommun.
Området motsvarar den omfattning Norra Vrams församling hade 1999/2000.